# Resolutie 1930 Veiligheidsraad Verenigde Naties
Resolutie 1930 van de Veiligheidsraad van de Verenigde Naties werd op 15 juni 2010 aangenomen door de VN-Veiligheidsraad met veertien tegen één stem. Turkije gaf aan te hebben tegengestemd omdat de resolutie geformuleerd was alsof er slechts één regering was op Cyprus, terwijl het eiland al sinds 1963 geen eenheidsregering meer had en de facto uit twee landen bestond. Resolutie 1930 verlengde de VN-vredesmacht op Cyprus opnieuw met een half jaar.

## Achtergrond
Nadat in 1964 geweld was uitgebroken tussen de Griekse- en Turkse bevolkingsgroep op Cyprus stationeerden de VN de UNFICYP-vredesmacht op het eiland. Die macht wordt sindsdien om het half jaar verlengd. In 1974 bezette Turkije het noorden van Cyprus na een Griekse poging tot staatsgreep. In 1983 werd dat noordelijke deel met Turkse steun van Cyprus afgescheurd. Midden 1990 begon het toetredingsproces van (Grieks-)Cyprus tot de Europese Unie maar de EU erkent de Turkse Republiek Noord-Cyprus niet. In 2008 werd overeengekomen een federale overheid met één internationale identiteit op te richten, naast twee gelijkwaardige deelstaten.

## Inhoud

### Waarnemingen
De Cypriotische regering achtte een nieuwe verlenging van de UNFICYP-vredesmacht op het eiland wederom noodzakelijk. Een oplossing van het conflict moest echter van de Cyprioten zelf komen en er was een unieke mogelijkheid om tot een duurzame regeling te komen. Onderhandelingen waren in volle gang en er werd gehoopt dat er nog in 2010 een oplossing zou worden gevonden. Intussen waren vertrouwensmaatregelen uitgevoerd en werd gewerkt aan de opening van grenspunten tussen beide landsdelen op Cyprus.

### Handelingen
De Veiligheidsraad drong erop aan de opportuniteit die met de lopende onderhandelingen was gecreëerd ten volle benut zou worden en dat verdere vertrouwensmaatregelen werden genomen. Ook besloot ze het mandaat van UNFICYP opnieuw te verlengen, tot 15 december 2010. De Turks-Cyprioten werden ook opgeroepen het militaire status quo dat tot 30 juni 2000 bestond in Strovilia te herstellen.

## Verwante resoluties
- Resolutie 1873 Veiligheidsraad Verenigde Naties (2009)
- Resolutie 1898 Veiligheidsraad Verenigde Naties (2009)
- Resolutie 1953 Veiligheidsraad Verenigde Naties
- Resolutie 1986 Veiligheidsraad Verenigde Naties (2011)

Lijst ·  1908 ·  1909 ·  1910 ·  1911 ·  1912 ·  1913 ·  1914 ·  1915 ·  1916 ·  1917 ·  1918 ·  1919 ·  1920 ·  1921 ·  1922 ·  1923 ·  1924 ·  1925 ·  1926 ·  1927 ·  1928 ·  1929 ·  1930 ·  1931 ·  1932 ·  1933 ·  1934 ·  1935 ·  1936 ·  1937 ·  1938 ·  1939 ·  1940 ·  1941 ·  1942 ·  1943 ·  1944 ·  1945 ·  1946 ·  1947 ·  1948 ·  1949 ·  1950 ·  1951 ·  1952 ·  1953 ·  1954 ·  1955 ·  1956 ·  1957 ·  1958 ·  1959 ·  1960 ·  1961 ·  1962 ·  1963 ·  1964 ·  1965 ·  1966